# フェリックス・トリニダード
フェリックス・トリニダード（Félix Trinidad、1973年1月10日 - ）は、プエルトリコの元プロボクサー。サン・フアン出身。元WBC・IBF世界ウェルター級統一王者。元WBAスーパー・IBF世界スーパーウェルター級統一王者。元WBA世界ミドル級王者。世界3階級制覇王者。
トレーナーは父のフェリックス・トリニダード・シニア。

## 来歴
1990年3月10日、母国プエルトリコで17歳という若さでプロデビュー戦を行い、2回TKO勝利を収めた。
その後は2年かけてキャリアを積み、連勝街道を突き進み19連勝（16KO）と勢いに乗ったまま20戦目にして世界初挑戦となる。タイトルマッチはなくノンタイトル戦のみだが13戦目に後の世界王者ジェイク・ロドリゲスを破り16戦目には元南米王者でフリオ・セサール・チャベスの世界王座に挑んだ経験もあり50戦以上のキャリアを誇る、アルベルト・デ・ラス・メルセデス・コルテスと対戦、2回にダウンを奪われたが3回2分53秒大逆転TKO勝ちを収めた。なおトリニダードはコルテスとの試合が世界初挑戦までの試合で一番危ない試合だったと振り返っている。
1993年6月19日、IBF世界ウェルター級王者モーリス・ブロッカーと対戦。センセーショナルな2回TKOで下し初挑戦にして王座を獲得した。
同王座は返上するまでトップクラスを相手に15度防衛し、在位7年という長期政権を築くことになる。
1994年1月29日、ヘクター・カマチョと対戦。人気者同士の一戦はトリニダードが12回3-0(119-106、117-109、116-110)の大差判定勝ちを収め3度目の防衛に成功した。
1994年9月17日、IBF世界ウェルター級1位のルイス・ラモン・カンパスと対戦。56戦全勝（50KO）と脅威的な数字を持つ相手に、試合前のオッズは拮抗していたが、試合はトリニダードが2回に左フックでダウンを奪われるも、左フックを的確にヒットさせ逆転。最後は左右のコンビネーションでレフェリーストップを呼び込み、4回2分41秒TKO勝ちを収め4度目の防衛に成功した。
1994年12月10日、32戦全勝のオーバ・カーと対戦し8回2分41秒TKO勝ちを収め5度目の防衛に成功した。
1996年5月18日、叩き上げの元IBF世界ライト級王者フレディ・ペンデルトンと対戦し、5回1分30秒KO勝ちを収めで9度目の防衛に成功した。
1999年2月20日、圧倒的ディフェンス技術で4階級制覇を果たしたパーネル・ウィテカーと防衛戦を行い、試合は体格差を生かした戦い方で終始トリニダードペースで進んでいき、12回3-0(2者が118-109、117-111)の大差判定勝ちで13度目の防衛に成功した。
1999年9月18日、WBC世界ウェルター級王者オスカー・デ・ラ・ホーヤと王座統一戦を行った。この試合は全勝スター同士の一戦であった事から「ファイト・オブ・ザ・ミレニアム（1000年に1度の世紀の対決）」と言われるほど注目度が高かった、試合は序盤ポイント優勢と見たデ・ラ・ホーヤが後半逃げ切りを図り、終盤はほぼアウトボクシングを駆使し、無敗対決の勝敗は判定にゆだねられた。注目の判定は最初から前へ出続けたトリニダードの攻勢が支持され、デ・ラ・ホーヤに12回2-0（115-113、115-114、114-114）の判定勝ちを収め王座統一に成功、WBC王座を獲得しIBF級王座も15度目の防衛に成功した。
2000年3月3日、WBA世界スーパーウェルター級王者デビッド・リードと対戦し、12回3-0（114-106、2者が114-107）の判定勝ち収め2階級制覇を達成。試合後WBC・IBF世界ウェルター級王座も返上した。
2000年7月22日、トップコンテンダーのママドゥ・チャムと対戦し、自分の間合いを崩さず、中間距離で戦い続けながら正確なショットを決め続け、3回2分48秒TKOで勝ちを収め初防衛に成功した。
2000年12月2日、IBF世界スーパーウェルター級王者フェルナンド・バルガスと王座統一戦を行い、12回1分33秒TKO勝ちを収めで無敗対決を制しWBA王座は2度目の防衛とIBF王座獲得に成功した。
2001年4月、WBAからスーパー王座に認定された。
2001年5月12日、WBA世界ミドル級王者ウィリアム・ジョッピーと対戦し、5回2分25秒TKO勝ちを収め王座獲得に成功し、3階級制覇を果たした。この試合はミドル級王座統一トーナメントの準決勝としても行われ、2001年4月14日にIBF世界ミドル級王者バーナード・ホプキンスがWBC世界ミドル級王者キース・ホームズを破りホプキンスが待つ決勝戦へと駒を進めた。
2001年9月29日、WBC・IBF世界ミドル級王者バーナード・ホプキンスと王座統一戦を行い、プロ初黒星となる12回1分18秒TKO負けを喫し王座統一に失敗。僅か4ヵ月でWBA王座から陥落した。
2002年5月11日、元WBC世界ミドル級王者アッシン・シェリフィーと対戦し、4回TKO勝ちを収め再起に成功した。試合後ホプキンスとの再戦を望むも、ホプキンス側に拒否され、同年7月21日に引退宣言を行った。
2004年10月2日、2年5か月ぶりの復帰戦でリカルド・マヨルガとNABC北米ミドル級王座決定戦で対戦し、8回TKO勝ちを収めた。
2005年5月14日、WBCミドル級王座挑戦者決定戦でロナルド・ライトと対戦し、12回0-3(107-120、2者が108-119)の大差判定負けを喫しバーナード・ホプキンスへの挑戦権獲得に失敗した。5月16日に2度目となる引退宣言を行った。

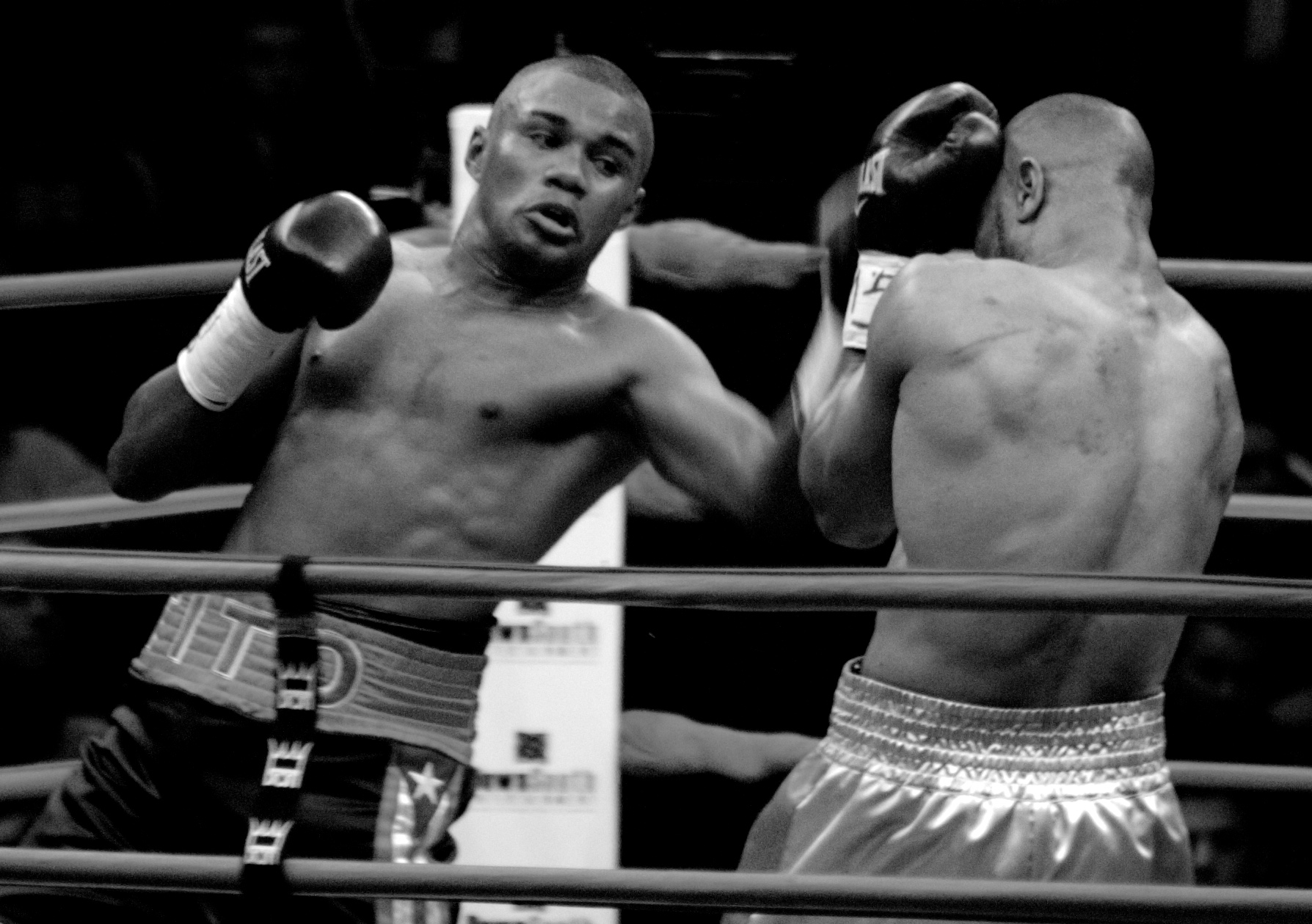
現役最終試合ロイ・ジョーンズ・ジュニア戦（2008年）

2008年1月19日、2年8か月ぶりの復帰戦でロイ・ジョーンズ・ジュニアと対戦。2度のダウンを喫し、12回0-3（109-117、2者が110-116）の判定負けを喫した。この試合を最後に現役を退いた。
2014年4月12日、6300万ドルあった資産を使い果たしプエルトリコの裁判所に破産を申請した。

## 戦績
- プロボクシング：45戦 42勝 (35KO) 3敗

| 戦           | 日付           | 勝敗 | 時間     | 内容    | 対戦相手                                   | 国籍           | 備考                                                         |
| ------------ | -------------- | ---- | -------- | ------- | ------------------------------------------ | -------------- | ------------------------------------------------------------ |
| 1            | 1990年3月10日  | ☆    | 2R 1:49  | KO      | アンヘル・ロメロ                           | プエルトリコ   | プロデビュー戦                                               |
| 2            | 1990年4月7日   | ☆    | 2R 2:31  | TKO     | イスラエル・ポンセ                         | プエルトリコ   |                                                              |
| 3            | 1990年6月21日  | ☆    | 1R 3:09  | TKO     | ウィリアム・ロペス                         | アメリカ合衆国 |                                                              |
| 4            | 1990年7月27日  | ☆    | 5R 0:06  | TKO     | オマール・ビクトリアーノ・アレグレ         | アルゼンチン   |                                                              |
| 5            | 1990年9月6日   | ☆    | 2R 2:41  | KO      | ホセ・ベラリーノ                           | メキシコ       |                                                              |
| 6            | 1990年10月3日  | ☆    | 6R       | 判定3-0 | バレンティン・オカシーオ                   | アメリカ合衆国 |                                                              |
| 7            | 1990年11月13日 | ☆    | 2R 2:28  | TKO     | ルイス・フェリペ・ペレス                   | アメリカ合衆国 |                                                              |
| 8            | 1991年3月13日  | ☆    | 1R 2:54  | TKO     | ノエ・リベラ                               | アメリカ合衆国 |                                                              |
| 9            | 1991年5月1日   | ☆    | 3R 0:17  | TKO     | フェリックス・バスケス                     | アメリカ合衆国 |                                                              |
| 10           | 1991年6月21日  | ☆    | 5R 1:30  | TKO     | マヌエル・サラス                           | アメリカ合衆国 |                                                              |
| 11           | 1991年7月10日  | ☆    | 6R 1:57  | TKO     | デレン・マクドゥルー                       | アメリカ合衆国 |                                                              |
| 12           | 1991年10月25日 | ☆    | 1R 2:59  | TKO     | ロレンソ・ボイル                           | イギリス       |                                                              |
| 13           | 1991年12月6日  | ☆    | 10R      | 判定3-0 | ジェイク・ロドリゲス                       | オーストラリア |                                                              |
| 14           | 1992年5月3日   | ☆    | 4R 2:20  | TKO     | ラウル・ゴンサレス                         | メキシコ       |                                                              |
| 15           | 1992年7月18日  | ☆    | 1R 0:27  | KO      | ジョセフ・アレクサンダー                   | アメリカ合衆国 |                                                              |
| 16           | 1992年10月3日  | ☆    | 3R 2:53  | TKO     | アルベルト・デ・ラス・メルセデス・コルテス | コロンビア     |                                                              |
| 17           | 1993年2月13日  | ☆    | 1R 2:02  | KO      | ヘンリー・ハッガス                         | アメリカ合衆国 |                                                              |
| 18           | 1993年2月20日  | ☆    | 4R 1:13  | TKO     | ペドロ・アギーレ                           | アメリカ合衆国 |                                                              |
| 19           | 1993年5月8日   | ☆    | 1R 2:48  | KO      | コリン・トムリンソン                       | セネガル       |                                                              |
| 20           | 1993年6月19日  | ☆    | 2R 1:49  | KO      | モーリス・ブロッカー                       | アメリカ合衆国 | IBF世界ウェルター級タイトルマッチ                            |
| 21           | 1993年8月6日   | ☆    | 1R 2:31  | KO      | ルイス・ガブリエル・ガルシア               | ベネズエラ     | IBF防衛1                                                     |
| 22           | 1993年10月23日 | ☆    | 10R 3:09 | KO      | アンソニー・ステファンズ                   | アメリカ合衆国 | IBF防衛2                                                     |
| 23           | 1994年1月29日  | ☆    | 12R      | 判定3-0 | ヘクター・カマチョ                         | プエルトリコ   | IBF防衛3                                                     |
| 24           | 1994年9月17日  | ☆    | 4R 2:41  | TKO     | ルイス・ラモン・カンパス                   | メキシコ       | IBF防衛4                                                     |
| 25           | 1994年12月10日 | ☆    | 8R 2:41  | TKO     | オバ・カー                                 | アメリカ合衆国 | IBF防衛5                                                     |
| 26           | 1995年4月8日   | ☆    | 2R 2:28  | TKO     | ロジャー・ターナー                         | アメリカ合衆国 | IBF防衛6                                                     |
| 27           | 1995年11月18日 | ☆    | 4R 2:54  | TKO     | ラリー・バーンズ                           | アメリカ合衆国 | IBF防衛7                                                     |
| 28           | 1996年2月10日  | ☆    | 4R 3:00  | TKO     | ロドニー・ムーア                           | アメリカ合衆国 | IBF防衛8                                                     |
| 29           | 1996年5月18日  | ☆    | 5R 1:30  | KO      | フレディ・ペンデルトン                     | アメリカ合衆国 | IBF防衛9                                                     |
| 30           | 1996年9月7日   | ☆    | 6R 1:57  | TKO     | レイ・ロバート                             | アメリカ合衆国 | IBF防衛10                                                    |
| 31           | 1997年1月11日  | ☆    | 3R 2:59  | TKO     | ケビン・ルーシング                         | イギリス       | IBF防衛11                                                    |
| 32           | 1997年8月23日  | ☆    | 1R 2:50  | KO      | トロイ・ウォータース                       | オーストラリア |                                                              |
| 33           | 1998年4月3日   | ☆    | 4R 2:20  | KO      | マヘンゲ・ズウ                             | イタリア       | IBF防衛12                                                    |
| 34           | 1999年2月10日  | ☆    | 12R      | 判定3-0 | パーネル・ウィテカー                       | アメリカ合衆国 | IBF防衛13                                                    |
| 35           | 1999年5月29日  | ☆    | 4R 2:53  | KO      | ウーゴ・ピネダ                             | コロンビア     | IBF防衛14                                                    |
| 36           | 1999年9月18日  | ☆    | 12R      | 判定2-0 | オスカー・デ・ラ・ホーヤ                   | アメリカ合衆国 | WBC・IBF世界ウェルター級王座統一戦 WBC獲得・IBF防衛15        |
| 37           | 2000年3月3日   | ☆    | 12R      | 判定3-0 | デビッド・リード                           | アメリカ合衆国 | WBA世界スーパーウェルター級タイトルマッチ                    |
| 38           | 2000年7月22日  | ☆    | 3R 2:48  | TKO     | ママドゥ・チャム                           | セネガル       | WBA防衛1                                                     |
| 39           | 2000年12月2日  | ☆    | 12R 1:33 | TKO     | フェルナンド・バルガス                     | アメリカ合衆国 | WBA・IBF世界スーパーウェルター級王座統一戦 WBA防衛2・IBF獲得 |
| 40           | 2001年5月12日  | ☆    | 5R 2:25  | TKO     | ウィリアム・ジョッピー                     | アメリカ合衆国 | WBA世界ミドル級タイトルマッチ                                |
| 41           | 2001年9月29日  | ★    | 12R 1:18 | TKO     | バーナード・ホプキンス                     | アメリカ合衆国 | WBA・WBC・IBF世界ミドル級王座統一戦 WBA陥落                  |
| 42           | 2002年5月11日  | ☆    | 4R 2:32  | KO      | アッシン・シェリフィー                     | フランス       |                                                              |
| 43           | 2004年10月2日  | ☆    | 8R 2:39  | TKO     | リカルド・マヨルガ                         | ニカラグア     | NABC北米ミドル級王座決定戦                                   |
| 44           | 2005年5月14日  | ★    | 12R      | 判定0-3 | ロナルド・ライト                           | アメリカ合衆国 | WBC世界ミドル級挑戦者決定戦                                  |
| 45           | 2008年1月19日  | ★    | 12R      | 判定0-3 | ロイ・ジョーンズ・ジュニア                 | アメリカ合衆国 |                                                              |
| テンプレート |                |      |          |         |                                            |                |                                                              |

## 獲得タイトル
- IBF世界ウェルター級王座（防衛15=返上）
- WBC世界ウェルター級王座（防衛0=返上）
- WBA世界スーパーウェルター級王座（防衛2）
- IBF世界スーパーウェルター級王座（防衛0=返上）
- WBA世界スーパーウェルター級スーパー王座（防衛0）
- WBA世界ミドル級王座（防衛0）
- NABC北米ミドル級王座（防衛0）